# Mirjam Weichselbraun

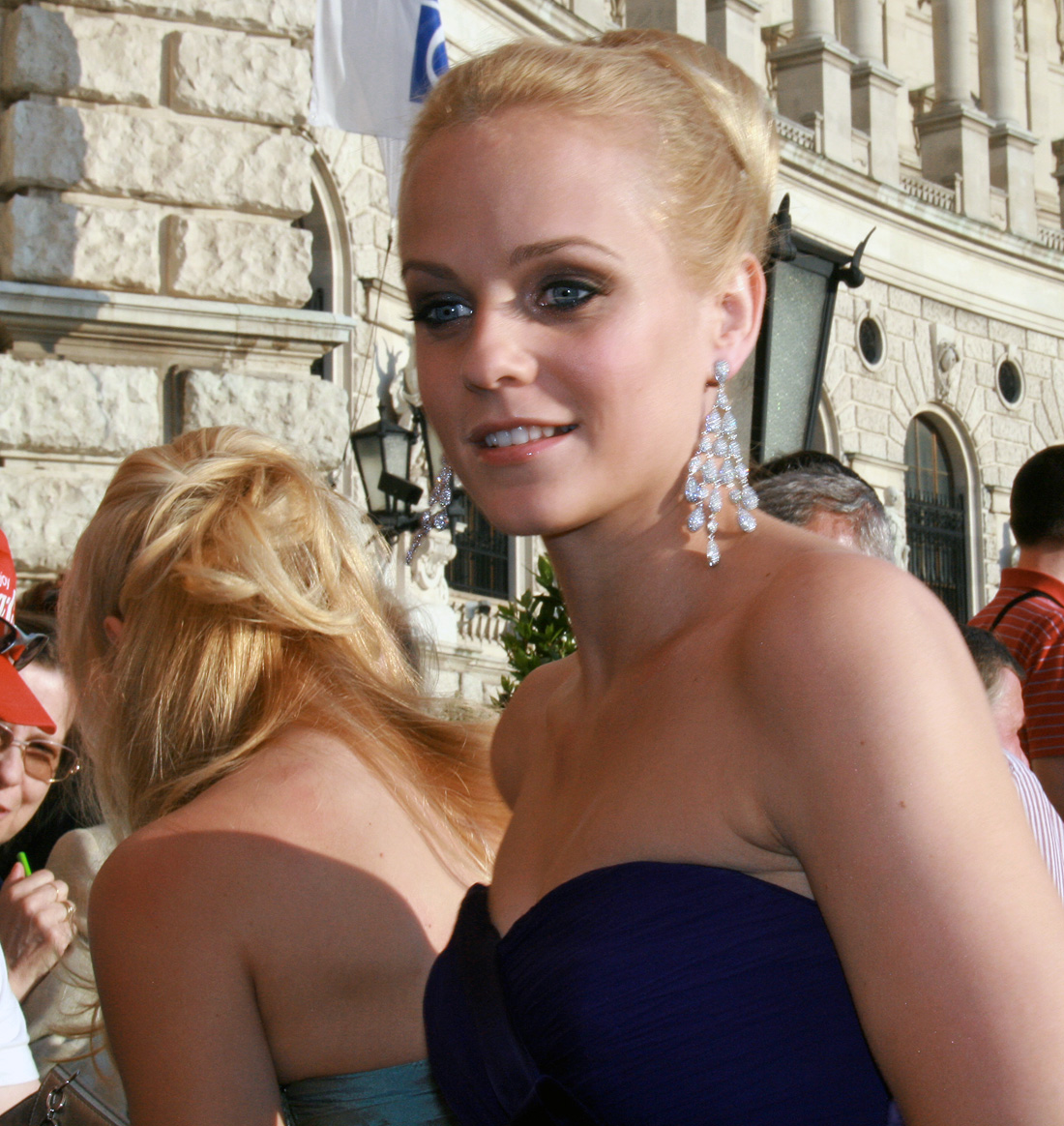
Mirjam Weichselbraun (Wenen, 2009)

Mirjam Weichselbraun (Innsbruck, 27 september 1981) is een Oostenrijkse presentatrice.

## Biografie
In 1999 maakte ze haar debuut bij een regionale radio-omroep Antenne Tirol.
In 2001 was Weichselbraun voor het eerst op televisie. Ze presenteerde het cultuurprogramma Das Magazin bij zender TV Tirol.
In 2000 was Weichselbraun de BRAVO-Girl van het jaar. Ze versloeg 25.000 concurrenten. 
In januari 2002 ging ze aan het werk bij de nieuwe zender VIVA PLUS in Keulen waar ze het programma Cologne Day presenteerde. Na acht maanden ging ze bij MTV aan de slag waar ze het programma MTV Select presenteerde. Na 2005 ging dit programma van de buis. 
In Duitsland heeft ze grote artiesten mogen interviewen zoals Jon Bon Jovi en Nickelback.
Tegenwoordig presenteert ze het programma TRL.
In 2006 presenteerde Weichselbraun de Duitse versie van Dancing on Ice.
Op 19, 21 en 23 mei 2015 presenteerde ze samen met Alice Tumler, Arabella Kiesbauer en Conchita Wurst de 60ste editie van het Eurovisiesongfestival in Wenen.